# Juillet 2020
Juillet 2020 est le 7e mois de l'année 2020.

## Climat et environnement
Le 5 juillet en Inde, les autorités du Bihar annoncent que la foudre a tué 147 personnes en 10 jours, soit plus que le bilan annuel des années précédentes alors que ce n'est que le début de la mousson, l'hypothèse d'un nombre d'éclairs et d'impacts plus intenses à cause de la hausse de température et de l'humidité de l'atmosphère en conséquence du dérèglement climatique est privilégiée.

## Évènements
La pandémie de covid-19 continue de s'aggraver en Amérique.
En Éthiopie, les violences inter-ethniques provoquées par l'assassinat du chanteur Hachalu Hundessa engagé contre la marginalisation des Oromos continuent dans l’État d'Oromia et à Addis-Abeba, causant au moins 166 morts, 167 blessés graves et un millier d'arrestations au 4 juillet. Au 11 juillet, il y avait 239 morts et plus de 3500 arrestations.
- 1er juillet :
  - référendum constitutionnel en Russie, Les amendements sont votés sans surprise par une large majorité des votants, plus de 78 % s'exprimant en faveur ;
  - début de mise en place de l'eco, monnaie unique appelée à remplacer à terme, parmi les pays membres de la Cédéao[4], le franc CFA (UEMOA) et d'autres devises ;
  - en Amérique du Nord : l'accord Canada–États-Unis–Mexique, successeur de l'ALENA, entre en vigueur ;
  - au Mexique, un massacre dans un centre de désintoxication clandestin d'Irapuato (Guanajuato) fait 28 morts ;
  - annonce dans la revue PLOS One de la découverte par une équipe internationale d'archéologues sous-marins de deux sites archéologiques sous-marins aborigènes d'Australie, dans l'archipel Dampier en Australie, contenant environ 300 outils de pierre encore intacts, dont l'âge estimé est compris entre 6 000 et 125 000 ans, et datent d'une époque de la dernière ère glaciaire où la mer était plus basse de 80 m et où les sites étaient donc situés sur la terre ferme[5] ; il s'agit des deux premiers sites archéologiques sous-marins préhistoriques d'Australie, et cette découverte ouvre de nombreuses possibilités pour l'archéologie en Australie et en Asie du Sud basée sur la cartographie des terres émergées d’avant la fin de la période glaciaire[5].
- 2 juillet : catastrophe de la mine de jade de Hpakant dans l'État Kachin en Birmanie.
- 3 juillet :
  - Emmanuel Macron nomme Jean Castex Premier ministre à la suite de la démission d'Édouard Philippe le même jour ;
  - découverte par des plongeurs du Centre de recherche du système aquifère Quintana Roo de mines d'ocre préhistoriques dans des grottes sous-marines dans la mer des Caraïbes proche des côtes mexicaines, exploitées d'il y a 12 000 à 10 000 ans, les plus vieilles d'Amérique[6].
- 5 juillet :
  - élections législatives en Croatie ;
  - élection présidentielle et élections parlementaires en République dominicaine ;
  - 34 personnes meurent, 14 sont portées disparues et plus de 200 000 sont évacuées à cause d'inondations et de glissements de terrain dans la région de Kumamoto sur l'île Kyūshū au Japon[7].
- 6 juillet : arrestation de l'intellectuel Xu Zhangrun par la police chinoise[8], au motif qu'il a critiqué la réponse de la Chine à la pandémie de Covid-19.
- 8 juillet : le Premier ministre ivoirien Amadou Gon Coulibaly, et candidat à l'élection présidentielle ivoirienne d'octobre meurt dans l'exercice de ses fonctions des suites d'un malaise (il avait des antécédents cardiaques et portait notamment un stent).
- 10 juillet :
  - élections législatives à Singapour ;
  - des manifestations sont organisées par l'opposition contre le président Ibrahim Boubacar Keïta dans plusieurs villes du Mali, à Bamako elle dégénère en émeute, l'Assemblée Nationale est saccagée, les heurts avec la police font au moins 4 morts et plusieurs dizaines de blessés, dans la soirée et le lendemain six leaders et théoriciens de l'opposition sont arrêtés (Clément Dembélé, Choguel Maïga, Mountaga Tall, Issa Kaou Djim, Oumara Diarra et Adama Ben Diarra) et les forces de sécurité saccagent les locaux du parti d'opposition CMAS[9].
- 11 juillet :
  - à la suite des manifestations et de l'émeute de la veille, le président malien Ibrahim Boubacar Keïta accepte de dissoudre la Cour suprême du Mali, une des revendications de l'opposition qui dénonçait une collusion entre le président et la cour après l'invalidation d'une trentaine de résultats lors des élections législatives de mars-avril[10].
  - en Afrique du Sud, un groupe d'hommes armés attaque et incendie des véhicules devant l'Église sainte internationale pentecôtiste à Zuurbekom (banlieue ouest de Johannesburg) tuant 5 personnes, et prend de force les locaux de l’Église, avant que la police n'intervienne et arrête 41 personnes (dont 6 hospitalisées après avoir été blessées par balles) dont des policiers, des militaires et du personnel pénitencier hors-service[11] ; l'hypothèse privilégiée par les enquêteurs est que cette attaque est liée aux querelles qui opposent deux courants pentecôtistes opposés au sein de cette Église qui veulent tous les deux en prendre le contrôle depuis la mort de son fondateur Comforter Glayton Modise en 2016[11].
- 12 juillet :
  - élection présidentielle en Pologne (2e tour), Andrzej Duda est réélu ;
  - libération, après six jours de détention, de l'intellectuel chinois Xu Zhangrun, qui reste fallacieusement accusé[12].
- 12-16 juillet : quatre jours d'affrontements entre les Armées d'Arménie et d'Azerbaïdjan dans le raion de Tovuz (Azerbaïdjan) et dans le marz de Tavush (Arménie), pour le contrôle de la région du Haut-Karabagh (dans laquelle ne se trouvent ni Tovuz ni Tavush) située sur le territoire azerbaïdjanais mais peuplée à majoritaire d'Arméniens, laissent officiellement 17 morts dans les deux camps[13].
- 13 juillet : des inondations provoquées par la montée des eaux de 433 cours d'eau du bassin du Yangzi Jiang - dont 33 qui atteignent des niveaux records - dans le centre et l'est de la Chine ont provoqué à cette date 141 morts ou disparus, ont endommagé 28 000 logements, affecté 38 millions de personnes et menaçaient Wuhan[14].
- 15 juillet :
  - élections législatives en Macédoine du Nord ;
  - le réseau social Twitter est victime d'une importante cyberattaque.
- 16 juillet : Rose Christiane Ossouka Raponda succède à Julien Nkoghe Bekalé comme Première ministre du Gabon.
- 18 juillet : en France, un incendie à la cathédrale de Nantes détruit le grand orgue et des vitraux du XVe siècle.
- 19 juillet : élections législatives en Syrie.
- 20 juillet :
  - élections sénatoriales au Burundi ;
  - la sonde émirati Al-Amal (« Espoir ») est tirée à bord du lanceur japonais H-IIA depuis la base de lancement de Tanegashima pour aller orbiter autour de Mars en février 2021 (pour les cinquante ans de l'unification des Émirats Arabes Unis) afin de la cartographier et étudier son atmosphère[15] ; il s'agit à la fois de la première d'une vague de missions non habitées envoyée vers Mars par plusieurs pays en 2020-2021[15], et de la première mission spatiale menée par un pays arabe vers Mars[16].
- 22 juillet : publication de deux études dans Nature (l'une d'une équipe d'archéologues de l'Université d'Oxford et l'autre de l'archéologue Ciprian Ardelean de l'Université autonome de Zacatecas) annonçant la datation au carbone 14 d'outils en pierre retrouvés dans la grotte de Chiquihuite (Zacatecas, Mexique), qui estime que l'âge des plus vieux est compris entre 31 000 et 33 000 ans, et qui estime également que le site a été occupé pendant plus de 20 000 ans, ce qui ferait remonter le premier peuplement de l'Amérique aux alentours de 32 000 ans, soit deux fois vieux plus que l'hypothèse la plus communément admise jusque-là[17],[18].
- 23 juillet : décollage Tianwen-1, sonde spatiale martienne chinoise.
- 24 juillet : une attaque contre un village du Darfour (Soudan) fait plus de 60 morts.
- 25 juillet : le ministre de l'intérieur Hichem Mechichi est nommé Chef du gouvernement tunisien.
- 30 juillet : lancement de la sonde Mars 2020.